# Guido II di Namur
Guido di Dampierre (in francese Gui II de Namur) (1312 – 12 marzo 1336) fu Marchese di Namur, dal 1335 sino alla sua morte.

## Origine
Secondo la Histoire du comté de Namur, Guido era il figlio maschio secondogenito del Marchese di Namur, Giovanni I e della sua seconda moglie, Maria d'Artois, che, secondo la Continuatio Chronici Guillelmi de Nangiaco, era figlia di Bianca di Bretagna, moglie di, moglie di Filippo d'Artois.
Giovanni I di Namur secondo la Chronique normande du XIVe siècle, era il figlio primogenito del Conte di Fiandra e Marchese di Namur, Guido I e della sua seconda moglie, la marchesa di Namur, Isabella, che, secondo la Histoire généalogique de la maison royale de Dreux (Paris), Luxembourg, era figlia del conte di Lussemburgo, di La Roche e di Arlon, Enrico V e della moglie, Margherita di Bar (1220 - 1275), che ancora secondo la Histoire généalogique de la maison royale de Dreux (Paris), Luxembourg, era figlia di Enrico II di Bar conte di Bar e di Filippa di Dreux, discendente (pronipote) dal re Luigi VI di Francia, figlia di Roberto II di Dreux e di Yolanda di Coucy.

## Biografia
Suo padre, Giovanni, era al suo secondo matrimonio; dal 1308, secondo la Continuatio Chronici Guillelmi de Nangiaco, in quell'anno era rimasto vedovo della prima moglie, Margherita di Clermont, che, non gli aveva dato figli.
Suo padre, Giovanni I, morì a Parigi, nel 1330; secondo il Nécrologe de l'abbaye de Floreffe, Giovanni (Johannis de Flandria comitis Namurcensis) morì il 10 febbraio (IV Id Feb).
Suo fratello, Giovanni, figlio maschio primogenito, gli succedette come Giovanni II.
Giovanni II, decise di prendere parte alla guerra contro i popoli idolatri della Prussia, dove non arrivò, poiché morì durante il viaggio, nel mese di aprile del 1335.
Essendo Giovanni II senza discendenza, Guido, maschio secondogenito, gli succedette come Guido II.
Guido fu marchese di Namur per meno di un anno, in quanto, nel mese di marzo del 1336, partecipando ad un torneo subì una ferita che lo condusse alla morte.
Essendo Guido II senza discendenza gli succedette il fratello, Filippo; secondo la Opera diplomatica et historica, tomus primus di Auberti Miraei, Filippo gli succedette, per espressa volontà testamentaria di Guido; in una nota aggiuntiva spiega che Filippo, il quartogenito, gli succedette in quanto il terzogenito, Enrico, era già morto (Henrico jam defuncto).

## Discendenza
Di Guido non si conosce né il nome di una eventuale moglie, né si hanno notizie di discendenti.

## Ascendenza
|                         |                     |                          | Genitori                      |  |  | Nonni |  |  | Bisnonni                  |  |  | Trisnonni           |  |
|                         |                     |                          |                               |  |  |       |  |  | Guglielmo II di Dampierre |  |  | Guy II di Dampierre |  |
|                         |                     |                          |                               |  |  |       |  |  | Guglielmo II di Dampierre |  |  | Guy II di Dampierre |  |
|                         |                     | Matilde I di Borbone     |                               |  |  |       |  |  | Guglielmo II di Dampierre |  |  |                     |  |
| Guido di Dampierre      |                     |                          |                               |  |  |       |  |  | Guglielmo II di Dampierre |  |  |                     |  |
|                         |                     | Margherita II di Fiandra | Baldovino I di Costantinopoli |  |  |       |  |  |                           |  |  |                     |  |
|                         |                     | Margherita II di Fiandra | Baldovino I di Costantinopoli |  |  |       |  |  |                           |  |  |                     |  |
|                         |                     | Margherita II di Fiandra | Maria di Champagne            |  |  |       |  |  |                           |  |  |                     |  |
| Giovanni I di Namur     |                     | Margherita II di Fiandra |                               |  |  |       |  |  |                           |  |  |                     |  |
|                         |                     | Enrico V di Lussemburgo  | Valerano III di Limburgo      |  |  |       |  |  |                           |  |  |                     |  |
|                         |                     | Enrico V di Lussemburgo  | Valerano III di Limburgo      |  |  |       |  |  |                           |  |  |                     |  |
|                         |                     | Enrico V di Lussemburgo  | Ermesinda di Lussemburgo      |  |  |       |  |  |                           |  |  |                     |  |
| Isabella di Lussemburgo |                     | Enrico V di Lussemburgo  |                               |  |  |       |  |  |                           |  |  |                     |  |
|                         |                     | Margherita di Bar        | Enrico II di Bar              |  |  |       |  |  |                           |  |  |                     |  |
|                         |                     | Margherita di Bar        | Enrico II di Bar              |  |  |       |  |  |                           |  |  |                     |  |
|                         |                     | Margherita di Bar        | Filippa di Dreux              |  |  |       |  |  |                           |  |  |                     |  |
| Guido II di Namur       |                     | Margherita di Bar        |                               |  |  |       |  |  |                           |  |  |                     |  |
|                         | Roberto II d'Artois | Roberto I d'Artois       |                               |  |  |       |  |  |                           |  |  |                     |  |
|                         | Roberto II d'Artois | Roberto I d'Artois       |                               |  |  |       |  |  |                           |  |  |                     |  |
|                         | Roberto II d'Artois | Matilde di Brabante      |                               |  |  |       |  |  |                           |  |  |                     |  |
| Filippo d'Artois        | Roberto II d'Artois |                          |                               |  |  |       |  |  |                           |  |  |                     |  |
|                         |                     | Amicie di Courtenay      | Pietro di Courtenay           |  |  |       |  |  |                           |  |  |                     |  |
|                         |                     | Amicie di Courtenay      | Pietro di Courtenay           |  |  |       |  |  |                           |  |  |                     |  |
|                         |                     | Amicie di Courtenay      | Patronilla di Joigny          |  |  |       |  |  |                           |  |  |                     |  |
| Maria d'Artois          |                     | Amicie di Courtenay      |                               |  |  |       |  |  |                           |  |  |                     |  |
|                         |                     | Giovanni II di Bretagna  | Giovanni I di Bretagna        |  |  |       |  |  |                           |  |  |                     |  |
|                         |                     | Giovanni II di Bretagna  | Giovanni I di Bretagna        |  |  |       |  |  |                           |  |  |                     |  |
|                         |                     | Giovanni II di Bretagna  | Bianca di Navarra             |  |  |       |  |  |                           |  |  |                     |  |
| Bianca di Bretagna      |                     | Giovanni II di Bretagna  |                               |  |  |       |  |  |                           |  |  |                     |  |
|                         |                     | Beatrice d'Inghilterra   | Enrico III d'Inghilterra      |  |  |       |  |  |                           |  |  |                     |  |
|                         |                     | Beatrice d'Inghilterra   | Enrico III d'Inghilterra      |  |  |       |  |  |                           |  |  |                     |  |
|                         |                     | Beatrice d'Inghilterra   | Eleonora di Provenza          |  |  |       |  |  |                           |  |  |                     |  |
|                         |                     | Beatrice d'Inghilterra   |                               |  |  |       |  |  |                           |  |  |                     |  |

### Letteratura storiografica
- (FR)  Histoire du comté de Namur
- (FR)  Histoire généalogique de la maison royale de Dreux (Paris), Luxembourg.
- (FR)  Chronique normande du XIVe siècle.